# Nino Prester
Antonio Prester, detto Nino (Palermo, 6 settembre 1955), è un attore, doppiatore, direttore del doppiaggio e dialoghista italiano.

## Biografia
Formatosi presso la Bottega Teatrale di Firenze diretta da Vittorio Gassman, è noto come doppiatore soprattutto per aver dato la voce a Eugene Levy nella saga di American Pie, Gary Oldman, Luis Guzmán, Stanley Tucci, Michael Rooker, James Gandolfini, Jean Reno, Kevin Spacey in Non guardarmi: non ti sento, Tim Roth in Un prete da uccidere, Steve Buscemi in Schiavi di New York, Neil Flynn nel ruolo dell'inserviente nella serie TV Scrubs - Medici ai primi ferri, Muse Watson nella serie TV Prison Break, Dave Bautista nei film del Marvel Cinematic Universe nel ruolo di Drax il Distruttore e Bernie Mac nella trilogia Ocean's Eleven - Fate il vostro gioco, Ocean's Twelve e Ocean's Thirteen.

## Filmografia

### Cinema
- Aragosta a colazione, regia di Giorgio Capitani (1979)
- Improvviso, regia di Edith Bruck (1979)
- Teste di quoio, regia di Giorgio Capitani (1981)
- La notte di San Lorenzo, regia di Paolo e Vittorio Taviani (1982)
- Di padre in figlio, regia di Alessandro e Vittorio Gassman (1982)
- El Norte, regia di Gregory Nava (1983)
- Mi manda Picone, regia di Nanni Loy (1983)
- Un ragazzo e una ragazza, regia di Marco Risi (1984)
- Festa di laurea, regia di Pupi Avati (1985)
- Il tenente dei carabinieri, regia di Maurizio Ponzi (1986)
- Ultimo minuto, regia di Pupi Avati (1987)
- Das tätowierte Herz, regia di Ernst Josef Lauscher (1991)
- Giovanni Falcone, regia di Giuseppe Ferrara (1993)
- Mi fai un favore, regia di Giancarlo Scarchilli (1996)
- La vita è bella, regia di Roberto Benigni (1997)
- La fame e la sete, regia di Antonio Albanese (1999)
- Il talento di Mr. Ripley, regia di Anthony Minghella (1999)
- Masai bianca, regia di Hermine Huntgeburth (2005)
- Scrivilo sui muri, regia di Giancarlo Scarchilli (2007)
- Sicilian Ghost Story, regia di Fabio Grassadonia e Antonio Piazza (2017)

### Televisione
- Il ritorno di Simon Templar – serie TV, episodio 1x23 (1979)
- La sconosciuta, regia di Daniele D'Anza – miniserie TV (1982)
- Western di cose nostre, regia di Pino Passalacqua – miniserie TV (1984)
- L'armata Sagapò, regia di Pino Passalacqua (1985)
- Un siciliano in Sicilia, regia di Pino Passalacqua – miniserie TV (1987)
- È proibito ballare – serie TV (1989)
- Lui e lei – serie TV (1999)
- Carabinieri – serie TV, episodio 2x11 (2001)
- Callas e Onassis, regia di Giorgio Capitani – miniserie TV (2005)
- Don Matteo – serie TV, episodio 6x24 (2008)
- Come un delfino – serie TV (2013)
- Delitto di mafia - Mario Francese, episodio di Liberi sognatori, regia di Michele Alhaique (2018)

## Teatro
- Risveglio di primavera, di Frank Wedekind, regia di Memè Perlini, 1978
- Il pazzo e la monaca, di Stanisław Ignacy Witkiewicz, regia di Julio Salinas, 1979
- Giulietta e Romeo, di William Shakespeare, regia di Marco Mete
- Fa male, il teatro, di Luciano Codignola, regia di Vittorio Gassman, 1980
- Otello, di William Shakespeare, regia di Alvaro Piccardi, 1982
- Il codice di Perelà, di Aldo Palazzeschi, regia di Alvaro Piccardi, 1984
- Il coraggio di un pompiere napoletano, di Eduardo Scarpetta, regia di Marco Mete, 1985
- Non essere, recital di e con Vittorio Gassman, tournée, 1983
- L'uomo dal fiore in bocca, di Luigi Pirandello, regia di Vittorio Gassman, 1984
- La scuola dei cornuti, di Eugène Labiche, regia di Marco Mete
- I misteri di Pietroburgo, da Fëdor Dostoevskij, regia di Vittorio Gassman e Adolfo Celi, 1986
- La purga di bebè, di Georges Feydeau, regia di Marco Mete
- L'ospite inatteso, di G. Lentini, regia di Marco Mete
- Tritolo tandem, testo e regia di Franco Bertini, 1992
- Botta al cuore, testo e regia di Franco Bertini, 1993
- L'ospite di Evelina, di Luca Viganò, 1993
- Concerto di parole, con Vittorio Gassman e Luciano Pavarotti, regia di Vittorio Gassman, Festival delle Nazioni, 1997
- The Looking glass di Leonardo Petrillo, regia di Elia Dal Maso, 2005

## Doppiaggio

### Film
- Eugene Levy in American Pie, American Pie 2, Scemo & più scemo - Iniziò così..., American Pie - Il matrimonio, American Pie Presents: Band Camp, American Pie presenta: Nudi alla meta, American Pie Presents: Beta House, American Pie presenta: Il manuale del sesso, American Pie: Ancora insieme
- Dave Bautista in Guardiani della Galassia, Guardiani della Galassia Vol. 2, Avengers: Infinity War, Avengers: Endgame, Army of the Dead, Thor: Love and Thunder, Guardiani della Galassia: Holiday Special, Guardiani della Galassia Vol. 3
- Gary Oldman in Basquiat, Lost in Space - Perduti nello spazio, The Contender, Hannibal, Interstate 60, Sin - Peccato mortale
- Mickey Rourke in Double Team - Gioco di squadra, A costo della vita, La promessa, Man on Fire - Il fuoco della vendetta
- Oliver Platt in Linea mortale, Il momento di uccidere, Lake Placid, L'uomo bicentenario, Gun Shy - Un revolver in analisi
- Luis Guzmán in Per legittima accusa, Out of Sight, Magnolia, Traffic, Insieme per forza, The Last Stand - L'ultima sfida
- Stanley Tucci in Uomini d'onore, Billy Bathgate - A scuola di gangster, I marciapiedi di New York, Tu chiamami Peter
- Toby Kebbell in Apes Revolution - Il pianeta delle scimmie, The War - Il pianeta delle scimmie
- Bernie Mac in Ocean's Eleven - Fate il vostro gioco, Ocean's Twelve, Ocean's Thirteen
- Robert Patrick in Texas Rangers, Quando l'amore brucia l'anima - Walk the Line, La regola del gioco
- Ted Levine in Birth - Io sono Sean, Big Game - Caccia al Presidente, Bleed - Più forte del destino
- James Gandolfini in La parola ai giurati, 8mm - Delitto a luci rosse, Stories of Lost Souls
- Jean Reno in Mission: Impossible, I fiumi di porpora, Rollerball
- James Remar in 4 pazzi in libertà, Le verità nascoste, 2 Fast 2 Furious
- William H. Macy in Il cliente, Air Force One, Happy, Texas
- Michael Rooker in Giorni di tuono, Il collezionista di ossa, Il sesto giorno
- Chris Ellis in Apollo 13, The Watcher, Il cavaliere oscuro - Il ritorno
- Michael Jeter in Air Bud - Campione a quattro zampe, Jurassic Park III
- Jason Isaacs in Black Hawk Down - Black Hawk abbattuto, Resident Evil
- Peter Dinklage in Elf - Un elfo di nome Buddy
- Mel Gibson in I mercenari 3
- Andy Serkis in King Kong
- Paul Norell in Il Signore degli Anelli - Il ritorno del re
- Ron Leibman in Prove apparenti
- Alun Armstrong in Giochi di potere, Eragon
- Kevork Malikyan in Indiana Jones e l'ultima crociata
- Michael Wincott in The Assassination
- Michael Parks in Kill Bill: Volume 1
- Michael Sheen in Underworld
- Casey Siemaszko in Ritorno al futuro - Parte II
- Billy Drago in The Untouchables - Gli intoccabili
- Danny Mastrogiorgio in Sleepers
- Peter Stormare in Risvegli, Il mondo perduto - Jurassic Park
- William Forsythe in Colpevole d'omicidio
- Tim Curry in Caccia a Ottobre Rosso
- Mike O'Malley in 28 giorni
- Lennie James in Snatch - Lo strappo
- Danny Trejo in Heat - La sfida
- Paul Reubens in Matilda 6 mitica
- Obba Babatundé in Philadelphia
- Frank Sivero in Quei bravi ragazzi
- Andy Linden in Oliver Twist
- Stellan Skarsgård in Dogville
- Graham Greene in Il miglio verde
- Don Carrara in Bugsy
- Luke Walter in Quei bravi ragazzi
- Gregor Fisher in Love Actually - L'amore davvero
- Jeff MacGregor in Balle spaziali
- Brian Markinson in Wolf - La belva è fuori
- James Ellison in Una donna vivace (ridoppiaggio)
- Patrick Chesnais in I figli del secolo
- Xander Berkeley in Gattaca - La porta dell'universo
- Goro Kishitani in Returner - Il futuro potrebbe essere storia

### Serie televisive
- Tzi Ma in 24, 24: Live Another Day
- Michael Beach in Squadra emergenza
- Neil Flynn in Scrubs - Medici ai primi ferri
- Muse Watson in Prison Break
- Ron Leibman e Gary Oldman in Friends[1]
- Yorgo Constantine in Madam Secretary
- Isaach De Bankolé in 24
- Zach Grenier in The Good Wife
- Chris Sarandon in Giudice Amy
- Miguel Alcantara in La ragazza del circo

### Film d’animazione
- Smokey in Stuart Little - Un topolino in gamba[2]
- Ministro dello spettacolo Canadese in South Park - Il film: più grosso, più lungo & tutto intero
- Magg. Elliott in Final Fantasy
- Goddard in Jimmy Neutron - Ragazzo prodigio
- Voce narrante in Tekken - The Animation
- Sindaco in Otto notti di follie
- Esposito in Parva e il principe Shiva
- Toa Kopaka in Bionicle: Mask of Light
- Luca in Shark Tale
- Nonno in La leggenda della montagna incantata

### Cartoni animati
- Testa del Presidente Nixon in Futurama
- David Xanatos in Gargoyles - Il risveglio degli eroi
- Batlaf ne Lo stregone Orphen
- Lordgenome in Sfondamento dei cieli Gurren Lagann
- Brilliant Dynamite Neon in Trigun
- Ricardo in Ultimate Muscle
- Jet Black in Cowboy Bebop
- Higuchi Kyousuke in Death Note
- George Jetson in I pronipoti (a partire dagli anni ottanta)
- Ranger Smith in Yoghi, salsa e merende
- Lidong in Kung Fu Panda - Mitiche avventure
- Padre Maxi in South Park (doppiaggio SEFIT-CDC)
- Ryder Azadi in Star Wars Rebels
- Keiichi Ikari in Paranoia Agent
- Lapide in The Spetacular Spider-Man
- Papà di Sagara Great Teacher Onizuka
- Drax il Distruttore in What If...?[3]

### Videogiochi
- Bohan in Heavenly Sword[4]
- Roy Snyder in I Simpson - Il videogioco
- Pà in Ghosthunter[5]